# Lepidopilum aurifolium
Lepidopilum aurifolium är en bladmossart som beskrevs av Mitten 1869. Lepidopilum aurifolium ingår i släktet Lepidopilum och familjen Daltoniaceae. Inga underarter finns listade i Catalogue of Life.